# 翻身駅
翻身駅（ほんしん-えき）は中華人民共和国深圳市宝安区に位置する深圳地下鉄環中線の駅。

## 駅構造
- 島式ホーム1面2線を有する地下駅。ホームドアを設置。

| 環中線ホーム (B2F) | ←■環中線 赤湾方面   |
| 環中線ホーム (B2F) | 島式ホーム          |
| 環中線ホーム (B2F) | ■環中線 黄貝嶺方面→ |

## 歴史
- 2011年6月22日 - 開業。

## 隣の駅
深圳地下鉄
■環中線
宝安中心駅 - 翻身駅 - 霊芝駅